# Gong (groupe)
Pour les articles homonymes, voir Gong.
Gong est un groupe de rock progressif international, originaire de Paris, en France. Le groupe incorpore des éléments de jazz et space rock à sa musique. Il est formé par le musicien australien Daevid Allen, qui a d'abord joué avec le Daevid Allen Trio en 1963  (formé de Hugh Hopper à la basse et Robert Wyatt à la batterie) puis avec Soft Machine en 1966, qu'il quitte en 1967 à la suite d'un exil forcé en France. La première formation de Gong en 1967, comprend Allen (chant, guitare), Gilli Smyth (chant, chœurs) et Didier Malherbe (flûte, saxophone) auquel s'ajoute le batteur éphémère Rachid Houari en 1969. Le guitariste Steve Hillage rejoindra la formation à géométrie variable en 1972.
Le premier album, Magick Brother de Gong, se caractérise par un son pop psychédélique. En 1971, sort l'album Camembert électrique, qui se caractérise par un son plus rock psychédélique/space rock auquel le groupe sera souvent associé par la suite.
En 1975, Allen et Smyth quittent le groupe, qui continuera sans eux en publiant plusieurs albums de jazz rock sous la houlette du batteur Pierre Moerlen. Cette incarnation sera connue sous le nom de Pierre Moerlen's Gong. Entretemps, Smyth forme Mother Gong et Allen inaugure une série de groupes dérivés comme Planet Gong, New York Gong et Gongmaison, avant de revenir aux manettes de Gong en 1990 et ce jusqu'à son décès en 2015. Avec les encouragements d'Allen, le groupe décide de continuer publiant l'album Rejoice! I'm Dead! en septembre 2016.

## Biographie

### Origines (1967–1968)
Les origines du groupe remontent avant la formation de Soft Machine, le jour d'une vision de Daevid Allen au cours d'une pleine lune de 1966. Il vit des intelligences supérieures, les Octave Doctors, le regarder jouer sur une scène devant un public rock en expérimentant une connexion avec eux qui avaient la qualité de l'amour intense[source insuffisante]. Après avoir fondé Soft Machine en octobre 1966, il travaille avec le groupe sur le répertoire qui deviendra le premier album. Mais en septembre 1967 le guitariste australien se voit refuser l'entrée en Angleterre pour trois ans et quitte Soft Machine. Il n'apparaît donc pas sur leur premier album mais on peut retrouver le témoignage ce que fut la formation originelle du groupe avec Mike Ratledge, Robert Wyatt, Kevin Ayers et Daevid Allen dans un enregistrement studio incluant des pièces demeurées jusque là inédites et qui sera réédité à de multiples reprises, d'abord sous le titre Faces And Places Vol. 7 sur BYG Records en 1972 disponible uniquement en France, ensuite At The Beginning distribué seulement en Italie en 1980 sur Charly Records, puis sous le titre Jet Propelled Photographs publié en 1989 et finalement en 1993 dans la collection Les Génies Du Rock sous le titre At The Beginning aux Editions Atlas. Daevid Allen réenregistra cet album en 2004 avec le groupe University of Errors sous le titre Jet Proplled Photographs.
Installé à Paris, Daevid forme un groupe « ancêtre » du Gong, parfois appelé ProtoGong, et joue avec Don Cherry, Gilli Smyth, Ziska Baum entre autres. Au printemps 1968 il forme le Banana Moon band avec Gilli, Marc Blanc (batterie) et Patrick Fontaine (basse). Mais un de leurs concerts pendant les « événements » de mai 68 l'oblige à un premier exil à Deià (Majorque). Le répertoire de cette époque constituera le premier album de Gong, enregistré à l'automne 1969 : Magick Brother. C'est de ce moment qu'on peut dater la naissance du groupe qui comprend autour de Daevid et Gilli, Didier Malherbe aux bois et Rachid Houari à la batterie recrutés en septembre à Paris et  les musiciens Christian Tritsch à la basse, Daniel Laloux (grosse caisse et voix), et Gerry Field et Dieter Gewissler aux violons.
C'est dans cette formation qu'ils se produisent au Festival d'Amougies, parmi les autres invités, dont Yes, The Nice, Pink Floyd, Soft Machine et ZOO. Cette prestation est tournée par Jérôme Laperrousaz et Jean-Noël Roy, et le film tient l'affiche pendant une semaine à Paris, mais est par la suite interdit, en particulier à l'injonction de Pink Floyd. Le producteur du festival n'avait en effet pas acquis les autorisations nécessaires et n'avait pas toujours réglé les sommes qu'il devait aux divers musiciens. Le film est resté invisible depuis.

### Premières années (1969–1972)

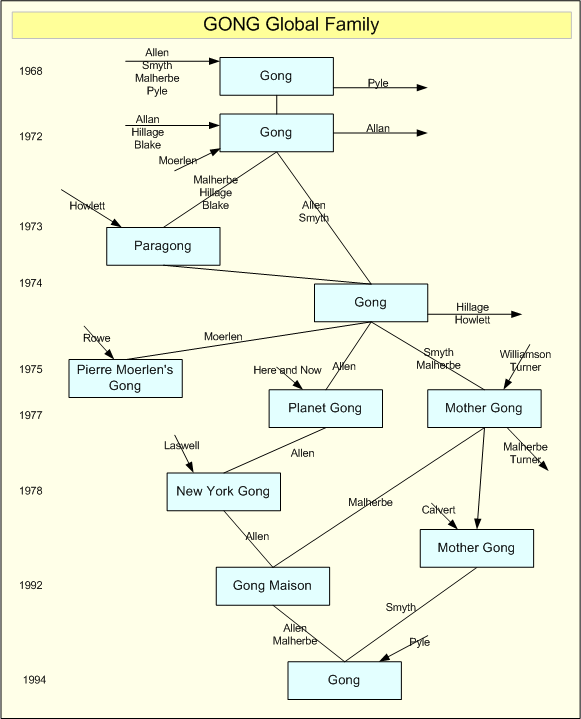
Chronologie des changements de formation.

Le premier album est bien accueilli et Le Pop-Club de France Inter le nomme « album pop de la semaine ». Il offre déjà les couleurs des futurs albums mais reste différent avec des influences folk et free jazz. Alors que le groupe s'installe à l'automne 1970 avec managers, techniciens et musiciens dans un ancien pavillon de chasse, Le Pavillon du Hay à Voisines près de Sens à une centaine de kilomètres au sud-est de Paris, il tourne en France ; avec Ange, Crium Delirium et Magma il sera l'un des groupes qui feront le plus de concerts dans le circuit des MJC. Ils jouent au premier festival de Glastonbury en 1971 et leur set sort sur le disque Greasy Truckers.
Le réalisateur Jérôme Laperrousaz fait appel au groupe pour la bande originale du film Continental Circus. À cette période, le groupe enregistre un album en collaboration avec Dashiell Hedayat, Obsolete, et son deuxième véritable disque, Camembert électrique. Christian Tritsch (basse) et Pip Pyle (batterie) assurent la section rythmique.
Kevin Ayers joue quelques mois comme membre « semi-permanent » puis quitte l'équipe, ainsi que Pip Pyle, remplacé par Laurie Allan en janvier 1972. Le groupe garde difficilement une section rythmique stable, avec différents batteurs (Marc Poole, Charles Hayward, retour de Laurie Allan) et Francis Moze (ex-Magma) à la basse.

### Trilogie Radio Gnome (1973–1974)

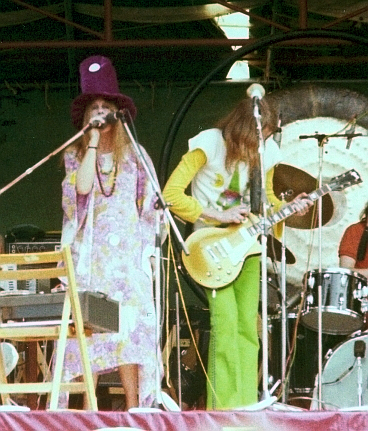
Gilli Smyth et Daevid Allen de Gong, en concert en 1974.

L'œuvre la plus reconnue du groupe est la trilogie Flying Teapot, Angel's Egg et You, clef de voûte de toute la discographie du Gong et la meilleure formation. Elle raconte les aventures délirantes et magiques de Zero the Hero. À l'époque de l’enregistrement du premier volet en janvier 1973, Flying Teapot, Tim Blake (synthétiseurs) et Steve Hillage (guitare), sont recrutés. Les recherches au synthétiseur VCS3 de Blake et le superbe jeu de guitare de Hillage complètent le son du groupe.
Quelques mois plus tard arrive une nouvelle et définitive section rythmique avec Mike Howlett à la basse et Pierre Moerlen à la batterie. Avec cette formation vont être réalisés Angel's Egg (été 1973) et You (été 1974). Avec les guitares glissando d'Allen et Hillage, le space whisper et les cris de Smith et les spirales pré-techno de Blake, le psychédélisme atteint des sommets. On peut considérer Other Side of the Sky et A Sprinkling of Clouds comme des morceaux précurseurs de la techno, autant que ceux du krautrock de Kraftwerk, de Tangerine Dream ou de Ash Ra Tempel. You est considéré par certains comme leur plus grande réussite en studio et la compilation de concerts Live Etc. présente certaines des plus belles versions de la trilogie. La musique peut être à la fois drôle et légère, comme très complexe et puissante. Mais on commence à sentir un antagonisme entre les musiciens « fun » comme Allen et ceux, beaucoup plus techniques, comme Moerlen, très audible dans You, avec des chansons légères et de longs instrumentaux très « space ».
Ces divergences grandissent au fil des mois et, à l'été 1974, Gilly Smith part. Le 10 avril 1975, Daevid Allen ne peut sortir des loges d'un concert à Cheltenham, comme si une force invisible l'en empêchait, et quitte le navire. Puis vient l'album Shamal où Steve Hillage, promu meneur, se trouve dans une position inconfortable et part lui aussi avec sa compagne Miquette Giraudy à l'automne 1975, au moment de l'enregistrement de son premier disque solo Fish Rising réalisé avec l'ensemble du Gong.

### Jazz-rock, projets solo et premier retour (1975–1977)
Le premier album post-Pixie est Shamal qui marque une grande transition dans le style musical. Le lien avec la période précédente est, avec le côté planant, l'utilisation des vibraphones et le jeu caractéristique de Didier Malherbe au saxophone. Par contre, les titres prennent davantage la couleur jazz rock progressif qui sera celle des années suivantes, avec des passages clairement musique du monde. Il n'y a plus de boucles de synthés psychés, de guitares glissando ou de space whisper, on trouve moins de chansons et plus de passages instrumentaux. Steve Hillage et Miquette Giraudy ne participent que très peu. Shamal connait néanmoins un grand succès. Il est notable de constater qu'à l'instar de Soft Machine, Gong est le deuxième groupe à évoluer vers le jazz-fusion après le départ du fantasque Australien Daevid Allen.
Sous la houlette de Pierre Moerlen le disque suivant Gazeuse! prend encore plus le virage jazz fusion. Allan Holdsworth et son jeu très complexe y est pour beaucoup : il a déjà joué pour Soft Machine. Gazeuse! est une réussite et sûrement le meilleur album du Pierre Moerlen's Gong (il n'est signé de Gong que pour des raisons contractuelles avec Virgin). La nouvelle formation tournera autour de Moerlen, Holdsworth, Francis Moze (basse) et Benoît Moerlen (vibraphone). Des invités prestigieux ont participé au Pierre Moerlen's Gong : Didier Lockwood (violon), Mike Oldfield et Mick Taylor (guitare), Steve Winwood (claviers).
Daevid Allen enregistre son deuxième album solo (après Bananamoon 1971) : Good Morning, réalisé à Deya avec le groupe Euterpe. Il revient à un style plus simple et acoustique. Après Now Is the Happiest Time of Your Life (1977) et la production du groupe Can am des puig, il part vivre à New York où il joue avec Bill Laswell (du groupe Material) dans un projet post-rock qui donnera le disque About Time de New York Gong. Gilly Smith enregistre Mother (1978) et fonde Mother Gong avec Harry Williamson. Ce groupe est toujours en activité et a proposé plus d'une dizaine de disques à ce jour. Steve Hillage se consacre avec succès à sa carrière solo, de loin celle la plus en phase avec le Gong psychédélique. Au fil des années il se rapproche peu à peu de là et musique électronique. Il est le parrain de la techno ambient, en particulier avec Rainbow Dome Musick (1979).
Le 28 mai 1977, Gong se reforme occasionnellement et joue à l'Hippodrome de Paris l’intégralité de ses quatre albums phares : Camembert électrique, Flying Teapot, Angel's Egg et You. Ce concert est sorti en vinyle puis en CD sous le nom de Gong Est Mort, Vive Gong. En réponse au Punk naissant Daevid et Gilly forment Planet Gong avec des musiciens de Here & Now et publient Floating Anarchy Live 77, un mélange de punk et de space rock.

### De Gongmaison aux 25 ans (1981–2001)
La décennie 1980 est la moins intense au niveau création musicale. Daevid Allen repart en Australie en 1981, il travaille sur des performances et de la poésie. Il apprend le Rebirth, une technique de développement personnel issue de la psychologie thérapeutique en vogue dans les mouvements New Age. Gilly Smith continue l'aventure de Mother Gong et sort des albums régulièrement. Steve Hillage travaille comme producteur, notamment pour Simple Minds, Murray Head, Cock Robin et sur le concert 1, 2, 3 Soleils des artistes Raï Rachid Taha, Khaled et Faudel. Pierre Moerlen arrête le Pierre Moerlen's Gong en 1981. Il joue entre autres avec Magma et Mike Oldfield.
Après avoir passé la plupart des années 1980 en Australie, Daevid Allen revient au Royaume-Uni en 1988 et forme la Compagnie d'Opéra Invisible du Tibet (C.O.I.T.) avec Harry Williamson, Didier Malherbe et le violoniste Graham Clarke. Le groupe devient Gongmaison et sort l'album du même nom en 1989.
Dès 1990, Allen et Malherbe rejouent avec Gilly Smith, Pip Pyle et les membres de Here and Now Steffy Sharpstrings, Keith Bailey et Twink. En 1992, ils rejouent à nouveau sous le nom de Gong et sortent Shapeshifter, la suite des aventures de Zero the Hero (Radio Gnome part 4). 1994 les voit fêter le 25e anniversaire du groupe (CD 25th Birthday Party) avec Mike Howlett et Tim Blake. Ils vont tourner toute la décennie assez régulièrement avec un line-up de plus en plus proche de celui de You. En 1998 la tournée est jouée par Allen, Smith, Malherbe, Howlett et Moerlen. Seuls Blake et Hillage manquent, remplacés par Steffy Sharpstrings.
Le regain d'activité dans les années 1990 est impressionnant. Allen en particulier multiplie les collaborations et les disques : Gong, en solo (Dreaming a Dream 1995), en projet (Seven Drones 1990), un hommage au jazz (Eat Me Baby I'm a Jellybean), et University of Error.

### Nouveau retour (2003–2010)

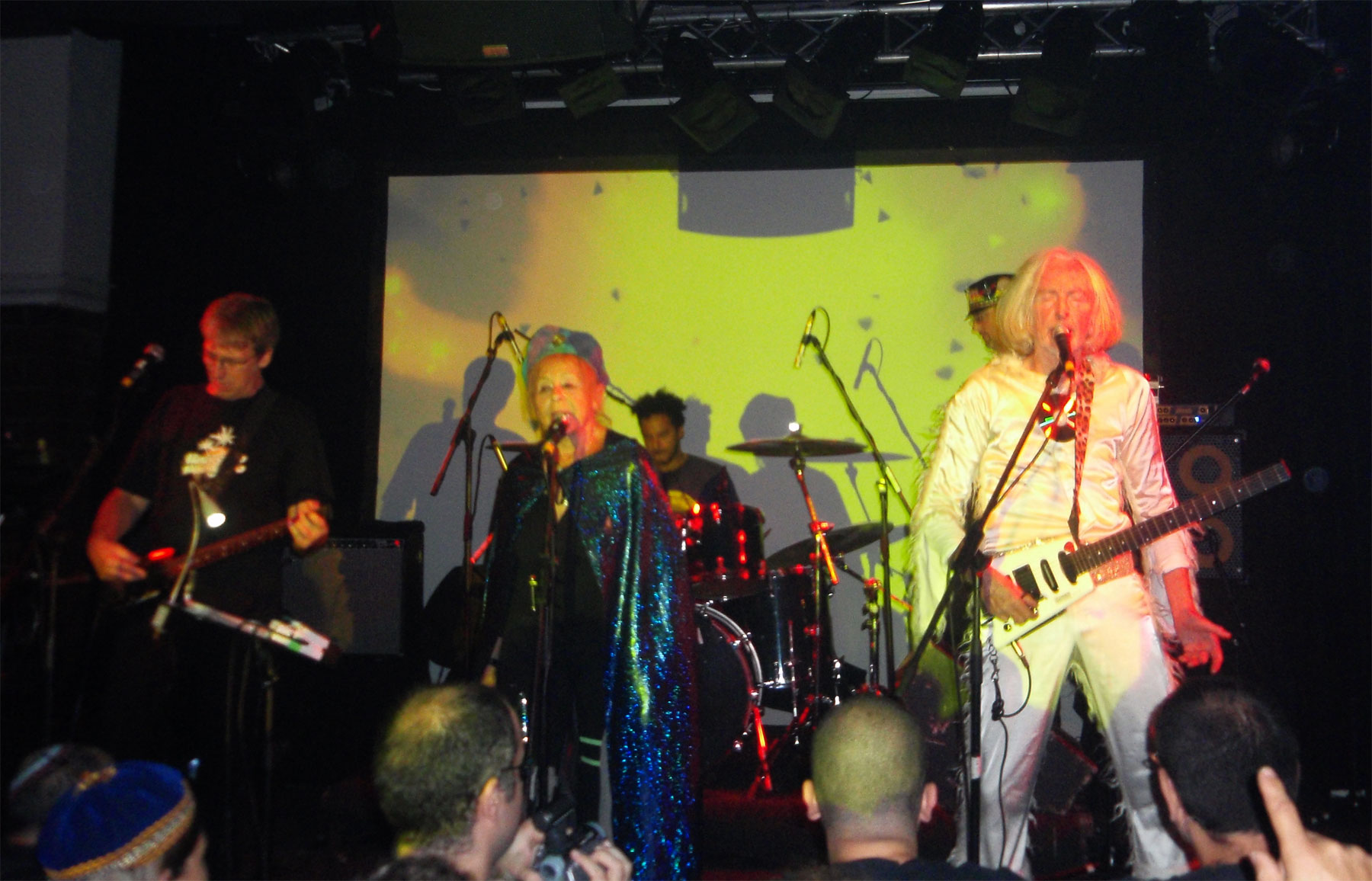
Gong en concert à Tel-Aviv, en 2009.

Avec Chris Taylor (batterie) et Theo Travis (saxophones) ils enregistrent le 5e volet de Radio Gnome Zero to Infinity (2000) et un live de la tournée suivante : Live 2 Infinitea. À partir de 2001 les tournées régulières cessent car trop risquées financièrement pour le G.A.S. (Gong Appreciation Society) qui s'occupe du site officiel, des rééditions et du merchandising sous la houlette de Jonny Greene.
En lieu et place de tournées proprement dites sont organisés les Gong Unconventional Gatherings, qui sont de véritables festivals de la famille Gong. Le premier a lieu à Glastonbury en 2004 avec Gong, Here and Now, House of Thandoy, Thom the Poet, Invisible Opera, Andy Bole, Bubbledub et Joie Hinton. Celui de 2005 programme Gong, Here and Now, System 7, House of Thandoy et Kangaroo Moon. Le dernier Uncon a eu lieu au Melkweg à Amsterdam du 3 au 5 novembre 2006 avec quasiment tous les groupes proches : System 7, Steve Hillage Band, Hadouk, Tim Blake and Jean-Philippe Rykiel, University of Errors, Here and Now, Mother Gong, Zorch, Eat Static, Acid Mothers Gong, Slack Baba, Kangaroo Moon et quantités d'autres. Une autre réunion eu lieu en juin 2008 sous l'égide de Massive Attack au Meltdown Festival de Londres avec Allen, Smyth, Hillage, Giraudy, Howlett, Taylor and Travis. C'est cette formation qui a enregistré 2032 en 2009. Il relate la rencontre entre la Terre et la Planète Gong prévue en 2032.

### Décès de Daevid Allen et Gilli Smyth (depuis 2014)
Le 10 novembre 2014 le groupe (reformé autour de Allen et Smyth) sort l'album I See You qui sera la dernière trace laissée par la formation avec Daevid Allen. Celui-ci meurt d'un cancer le 13 mars 2015,,. Le groupe décide de continuer selon ses vœux et embauche le chanteur Kavus Torabi (Guapo, Cardiacs) qui les avait déjà accompagné en tournée comme guitariste les années précédentes. Gilli Smyth meurt elle le 22 août 2016 à l'âge de 83 ans.

## Médias
La chanson Heavy Tune est inclus dans la bande son de Grand Theft Auto IV.
Le groupe est mentionné sur la Nurse with Wound list.

## Membres
Parmi les musiciens ayant accompagnés Gong en tournée sans toutefois faire officiellement partie du groupe, Bill Bruford anciennement de Yes et King Crimson ainsi que Brian Davison, ex-batteur du groupe The Nice, et Rob Tait (Battered Ornaments), Pete Brown, Vinegar Joe.

## Albums studio

### Gong
- 1969 : Magick Brother
- 1971 : Camembert électrique
- 1973 : Flying Teapot
- 1973 : Angel's Egg
- 1974 : You
- 1975 : Shamal
- 1992 : Shapeshifter
- 2000 : Zero to Infinity
- 2004 : Acid Motherhood
- 2005 : I Am Your Egg
- 2009 : 2032
- 2014 : I See You
- 2016 : Rejoice! I'm Dead!
- 2019 : The Universe Also Collapses (Références manquantes)

### Dashiell Hedayat
- 1971 : Obsolete - Avec Daevid Allen, Gilli Smyth, Didier Malherbe, Pip Pyle

### Pierre Moerlen's Gong
- 1976 : Gazeuse!  Avec Allan Holdsworth Expresso en Amérique du Nord.
- 1978 : Expresso II - Avec Allan Holdsworth et Mick Taylor
- 1979 : Downwind - Avec Mike Oldfield, Mick Taylor, Didier Lockwood, Steve Winwood, etc.
- 1979 : Time is the Key - Avec Allan Holdsworth et Darryl Way.
- 1980 : Leave it Open
- 1986 : Breakthrough
- 1988 : Second Wind
- 2004 : Pentanine

### Mother Gong
- 1979 : Fairy Tales
- 1979 : Battle Of The Birds - Avec Anthony Phillips
- 1981 : Robot Woman
- 1982 : Robot Woman 2
- 1986 : Robot Woman 3
- 1988 : Fish in the Sky
- 1989 : Wild Child
- 1993 : She Made the World Magenta
- 1994 : Eye
- 1994 : Tree In Fish

### New York Gong
- 1980 : About Time

### Gong Maison
- 1989 : Gong maison

### Daevid Allen & Mother Gong
- 1978 : The Book of AM
- 1990 : The Owl and the Tree

## Albums Live

### Gong
- 1969 : Haunted Chateau
- 1971 : Glastonbury Fayre - Gong a contribué sur une face de cet album triple.
- 1973 : Greasy Truckers Live at Dingwalls Dance Hall - Gong a contribué sur une face de cet album.
- 1977 : Gong est mort, vive Gong
- 1977 : Gong Live Etc
- 1990 : Live at Sheffield '74
- 1990 : Live au Bataclan 1973
- 1993 : Live on T.V. 1990
- 1995 : 25th Birthday Party
- 1995 : Pre-Modernist Wireless: The Peel Sessions
- 2000 : Live 2 Infinitea
- 2001 : OK Friends
- 2001 : Glastonbury 1971
- 2005 : Live in Sherwood Forest '75
- 2006 : Gong in the 70s
- 2009 : Live in Brazil: 20 November 2007

### Planet Gong
- 1978 : Live Floating Anarchy 1977
- 1992 : Live Floating Anarchy 1991

### Pierre Moerlen's Gong
- 1980 : Pierre Moerlen's Gong Live
- 1998 : Full Circle Live '88

### Mother Gong
- 1992 : Live 1991
- 1992 : Live In The USA
- 2007 : Mothergong O Amsterdam

### Acid Mothers Gong
- 2005 : Glastonbury '79–'81
- 2006 : Acid Mothers Gong Live Tokyo

## Compilations

### Gong
- 1971 : Soft Machine, Gong, Daevid Allen, Robert Wyatt, Gary Wright, Kevin Ayers (inclut des pièces de Soft Machine et Gong)
- 1986 : Wingful of Eyes (A Retrospective, '75-'78)
- 1989 : The Mystery and the History of the Planet Gong
- 1989 : Camembert Electrique/Mystic Sister Magick Brother - Album Double
- 1995 : The Best of Gong
- 1997 : The Very Best of Gong
- 1998 : Family Jewels - Avec des pièces de Pierre Moerlen's Gong, Daevid Allen, Gilli Smith, Gong, Pip Pyle, Gongmaison, etc.
- 2002 : From Here To Eternitea - Comprend les albums Zero To Infinity et Live 2 Infinitea - 2 CD.
- 2003 : The World of Daevid Allen and Gong - 3 CD incluant presque tout Radio Gnome Invisible + des pièces des premiers albums.
- 2005 : The Very Best Of Gong
- 2006 : Gong In The 70's
- 2007 : Gong Is Dead, Long Live Gong
- 2013 : A Storm in a Teapot
- 2015 : Radio Gnome Invisible Trilogy - Coffret 4 CD aussi disponible en coffret 5 Vinyles avec la trilogie Radio Gnome Invisible + des inédits.
- 2019 : Love from the Planet Gong (The Virgin Years 1973-75, 12 CD) (contient des concerts inédits: Roanne, London, Edinburg+ 1 DVD).

### Mother Gong
- 1998 : Best of Mother Gong

### Pierre Moerlen's Gong
- 2008 : Arista Years - 2 CD
- 2010 : Tribute + 1 pièce bonus Contempop (Demo Version)

### Bande sonore
- 1971 : Continental Circus - Pour le film homonyme de Jérôme Laperrousaz.
- 1972 : Le Grand Départ - De Martial Raysse

## Participations
- 1971 : Whatevershebringswesing de Kevin Ayers - Didier Malherbe au saxo et à la flûte sur deux pièces.
- 1973 : Bananamour de Kevin Ayers - Steve Hillage guitare sur une pièce.
- 1974 : Lady June's Linguistic Leprosy de Kevin Ayers - Pip Pyle batterie.
- 1978 : The Book of AM de Can am des puig - Produit par Daevid Allen, avec les musiciens de Mother Gong.
- 1991 : Invisible Opera Company Of Tibet de Invisible Opera Company Of Tibet. - Daevid Allen joue sur 8 des 13 chansons de l'album.
- 2004 : The Best Of Mike Oldfield : Elements DVD de Mike Oldfield - Contient une performance live de Tubular Bells enregistré en Novembre 1973 pour la BBC avec, entre autres, Steve Hillage, Mick Taylor, Karl Jenkins, Mike Ratledge, Fred Frith, etc.

## Autres
- 1976 : Good Morning  (Daevid Allen et Euterpe)
- 1990 : Stroking the Tail of the Bird (Daevid Allen, Gilli Smyth, Harry Williamson)
- 1990 : Deya Daze 1976-1979 - Cassette uniquement (Daevid Allen / Gilli Smyth)
- 1992 : Live At The Witchwood 1991 (Daevid Allen et Magick Brothers)
- 1992 : Live In The New World (1992) (Daevid Allen et Magick Brothers)
- 1998 : Twenty Two Meanings : The Art of Glissando Guitar Vol. 1  (Daevid Allen / Harry Williamson)
- 1999 : Nectans Glen (Russell Hibbs et Daevid Allen)
- 1999 : Money Doesn't Make It (University of Errors)
- 2000 : e²x10=Tenure (University of Errors)
- 2000 : Sacred Geometry (Daevid Allen et Micro Cosmic)
- 2003 : Sacred Geometry II (avec Gilli Smith) (Daevid Allen et Micro Cosmic)
- 2003 : Ugly Music.4.Monica (University of Errors)
- 2004 : Jet Propelled Photographs (University of Errors : réenregistrement de l'album de Soft Machine avec University of Errors)
- 2004 : Live In Chicago (University of Errors)
- 2004 : Studio Rehearsal Tapes 1977 (Daevid Allen et Euterpe)
- 2004 : Bards Of Byron Bay (enregistré live à Byron Bay en Australie en 1995) (Russell Hibbs et Daevid Allen)
- 2004 : Melbourne Studio Tapes (enregistré aux Spring Studios de Harry Williamson à St Kilda en 1990) (Daevid Allen - Invisible Opera Company Of Oz)
- 2004 : Live In the UK (Brainville, Daevid Allen avec Hugh Hopper et Pip Pyle)
- 2005 : Short Tales & Tall (avec leurs enfants, Orlando Allen, Jazzy Allen, Ynys Allen, Tasmin Smyth et Toby Allen) (Daevid Allen avec Gilli Smith)
- 2005 : I Am Your Egg (Gilli Smyth, Daevid Allen et Orlando Allen)
- 2006 : Acid Mother Gong Live Tokyo (Acid Mother Gong)
- 2006 : Live At The Fleece, Bristol, England, 6 June 2003 (University of Errors)
- 2006 : Live In Glastonbury Town  (Daevid Allen et Magick Brothers)
- 2006 : Five Semitones - Tones for Healing and Meditation  (Daevid Allen et Micro Cosmic)
- 2007 : Sacred Geometry 3 (Daevid Allen et Micro Cosmic)
- 2008 : Daevid Allen's University of Errors Plays the Soft Machine - DVD (University of Errors)
- 2011 : Sacred Geometry IV (Daevid Allen et Micro Cosmic)
- 2012 : Live In San Francisco (enregistré au Kernel Club de  San Francisco, le 3 mars 1992)  (Daevid Allen et Magick Brothers)
- 2015 : Error Avalonis (Assembly Rooms, Glastonbury 30th May 2008) - DVD (University of Errors)

## Filmographie
- Mis à part le Festival D'Amougies pratiquement introuvable, tous les autres films sont distribués en DVD.
- 1968 : Festival d'Amougies - Avec The Nice, Yes, Soft Machine, Pink Floyd et Frank Zappa, entre autres.
- 1973 : Gong on French TV 1971-1973
- 1973 : Gong at Montserrat and Other Stories
- 2000 : Gong High Above The Subterranea Club
- 2000 : Gong Classic Rock Legends Canterbury Scene
- 2002 : High Above The Subterania Club 2000
- 2007 : Gong @ Montserrat 1973 And Other Stories
- 2007 : Live in Brazil
- 2008 : Live at the Gong Family UnConventional Gathering - The Melkweg, Amsterdam
- 2009 : How To Stay Alive
- 2011 : Gong On French TV 1971 - 1973
- 2015 : Romantic Warriors III: Canterbury Tales
- 2015 : Gong All Access Areas